# Labriphimedia vespuccii
Labriphimedia vespuccii is een vlokreeftensoort uit de familie van de Iphimediidae. De wetenschappelijke naam van de soort is voor het eerst geldig gepubliceerd in 1931 door K.H. Barnard.